# Kwale (rivière)
La Kwale (aussi écrit Cuale ou Kuale) est une rivière de l’Angola, coulant dans le Malanje, bordant l’Uíge et se jetant dans le Kwango.
Sa longueur est d’environ 410 km.